# 슈타데

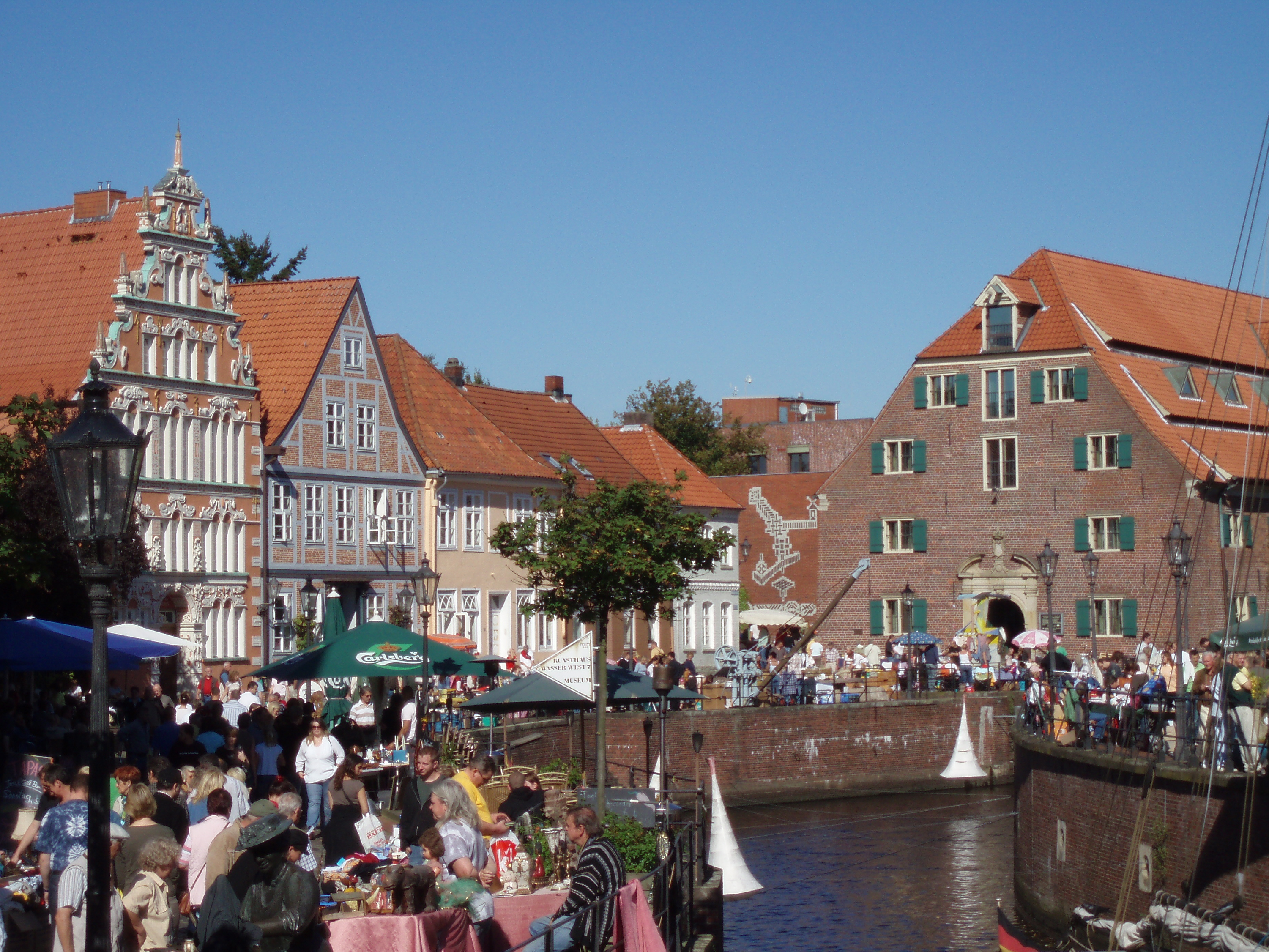
슈타데

슈타데(독일어: Stade)는 독일 니더작센주에 위치한 도시로 면적은 110.03km2, 인구는 46,378명(2015년 12월 31일 기준), 인구 밀도는 420명/km2이다.
스웨덴 출신 바이킹이 정착하면서 형성된 마을이 기원이다. 때문에 슈타데 출신 인물들 대다수가 노르드인이다.

시 문장